# 12 قردا (مسلسل)
12 قردًا أو الإثنا عشر قردًا (بالإنجليزية: Twelve Monkeys) مسلسل خيالي علمي أمريكي، عرض على قناة "Syfy" من إعداد تيري ماتالاس وترافيس فيكيت. قصتهُ مبنية على الفيلم السينمائي بنفس العنوان من عام 1995، والذي هو نفسه مستوحى من فيلم كريس ماركر القصير الرصيف من عام 1962، بدأ عرض المسلسل في 16 يناير، 2015. في 12 مارس، 2015، جدد المسلسل لموسم ثاني بدأ عرضهُ في 18 أبريل، 2016. وعُرض الموسم الاخير من المسلسل في 6 يوليو 2018.

## قصة المسلسل
يسافر جيمس كول (آرون ستانفورد) عبر الزمن من سنة 2043 في المستقبل إلى الوقت الحالي محاولًا إيقاف منظمة جيش الإثنا عشرة قردًا التي تنشر فيروسًا قتل مايقارب 93.6% من سكان الأرض. تساعد كول صديقته الطبيبة كاساندرا رايلي (أماندا شول)، وأيضا عبقرية الرياضيات التي تعاني من اضطرابات نفسية جينيفر غونيز (إيميلي هامبشاير) وصديقهُ المقرب هوزيه رامزي (كرك آسفيدو).

## الحلقات
| الموسم | الحلقات | الحلقات | الأصلي        | الأصلي        |
| الموسم | الحلقات | الحلقات | الأول         | الأخير        |
| ------ | ------- | ------- | ------------- | ------------- |
| 1      | 13      | 13      | 16 يناير 2015 | 10 أبريل 2015 |
| 2      | 13      | 13      | 18 أبريل 2016 | 18 يوليو 2016 |
| 3      | 10      | 10      | 19 مايو 2017  | 21 مايو 2017  |
| 4      | 11      | 11      | 15 يونيو 2018 | 6 يوليو 2018  |

## الممثلين والشخصيات

### شخصيات رئيسية
- آرون ستانفورد بدور جيمس كول، يسافر عبر الزمن محاولًا إنقاذ العالم وإيقاف انتشار الفيروس الذي دمر البشرية.
- أماندا شول بدور الدكتورة كاساندرا «كاسي» رايلي.
- كرك آسفيدو بدور هوزيه رامزي، صديق كول المقرب.
- نواه بين بدور آرون ماركر، (الموسم الأول؛ الموسم الثاني متكرر)، حبيب كاساندرا السابق.
- تود ستاشويك بدور ثيودور ديكن (الموسم الأول متكرر؛ الموسم الثاني)، قائد مجموعة من الناجين.
- إيميلي هامبشاير بدور جينيفر غونيز (الموسم الأول متكرر؛ الموسم الثاني).
- باربرا سوكوا بدور كاترينا جونز (الموسم الأول متكرر؛ الموسم الثاني).

## وصلات خارجية
- الموقع الرسمي
- 12 قردا على موقع IMDb (الإنجليزية)
- 12 قردا على موقع ميتاكريتيك (الإنجليزية)
- 12 قردا على موقع روتن توميتوز (الإنجليزية)
- 12 قردا على موقع نتفليكس (الإنجليزية)
- 12 قردا على موقع كينوبويسك (الروسية)
- 12 قردا على موقع ألو سيني (الفرنسية)
- 12 قردا على موقع قاعدة بيانات الفيلم (الإنجليزية)